# Shinnosuke Furumoto
Shinnosuke Furumoto (古本 新之輔 Furumoto Shinnosuke) es un seiyū japonés nacido el 13 de diciembre de 1969 en Fuchū, Tokio. Ha participado en series como Ranma ½, Sorcerer Hunters y Jungle Taitei, entre otras.

## Roles Interpretados

### Series de Anime
- Arcade Gamer Fubuki como Arashi
- Formula-1 como Tamotsu Oishi
- H2 como Hiro Kunimi
- Haunted Junction como Kazumi "Kazuo" Ryudo
- Jungle Taitei (1989) como Leo (adulto)
- Kuma no Pūtarō como Pūtarō
- Ranma ½ como Pantimedias Taro y Heita
- Sorcerer Hunters como Carrot Glacé
- Urusei Yatsura como Rio

### OVA
- Girl from Phantasia como Akihiro
- Le Portrait de Petit Cossette como Michio Hisamoto
- Shiawase no Katachi como Omae
- Sorcerer Hunters como Carrot Glacé

### Especiales de TV
- Michite Kuru Toki no Mukō ni como Boku

### Películas
- Itsudatte Mai Daarin como Rio
- Junkers Come Here como Junkers

### Radio Drama
- Gaia Gear como Joe Slen

## Música
- Interpretó Niji no Grand Slam ~H2 Main Characters Version~ F O (虹のグランドスラム~H2メインキャラバージョン~F・O) para el episodio 41 de H2. Lo hizo junto con Keiko Imamura, Masami Suzuki y Mitsuru Miyamoto.[3]
- Participó en el opening de Sorcerer Hunters What's Up Guys? a duo con Megumi Hayashibara.[4]